# Alberto Bonacossa
Alberto Bonacossa (Vigevano, 24 agosto 1883 – Milano, 30 gennaio 1953) è stato un tennista, pattinatore artistico su ghiaccio, dirigente sportivo ed editore italiano. Fu presidente del Comitato Olimpico Nazionale Italiano nel 1943 e presidente della Fédération Internationale de Motocyclisme dal 1924 al 1946.

## Biografia
Discendente della famiglia comitale dei Bonacossa, figlio del conte Cesare Bonacossa e di sua moglie Angela Cuzzani, partecipò alla prima guerra mondiale, venendo insignito della Medaglia d'argento al Valor Militare e raggiungendo il grado di Maggiore del Genio. 
Fu un atleta fin dalla gioventù: dal 1914 fu campione italiano di pattinaggio su ghiaccio, e prese parte alle olimpiadi di Anversa del 1920 nel tennis, e ai campionati del mondo del 1922 di Bruxelles. Fu anche calciatore del Grasshoppers di Zurigo.
Appassionato motociclista, fu presidente del Moto Club d'Italia dal 1914 al 1931 e presidente della Federazione Internazionale dei Club Motociclistici dal 1924 al 1946.
Fu inoltre fondatore e presidente della Federazione Italiana Sport del Ghiaccio (FISG) dal 1926 al 1927, nata dall'unione della Federazione Italiana Pattinaggio, di cui fu presidente dal 1914 al 1926, con la Federazione Bob Club d'Italia e la Federazione Italiana di Hockey, di cui fu fondatore e presidente dal 1924 al 1926.
Il 10 ottobre 1920 fu tra i fondatori della Federazione Italiana dello Sci (FIS), che mirava al rilancio delle attività sciistiche in Italia e di cui divenne il primo presidente.
Su sollecitazione della dirigenza del CONI, fu anche tra i promotori della Federazione Italiana Pattinaggio a Rotelle (FIPR), costituita a Milano nel 1922.
In quel periodo Bonacossa era inoltre anche proprietario dell'Hockey Club Milano e presidente del Tennis Club Milano. 
A lui si devono anche i Campionati Internazionali d'Italia di Tennis svoltisi la prima volta nel 1930 a Milano , in quanto nel 1929 si era recato ad assistere a Parigi ai Campionati Internazionali di Francia, e a Londra al Torneo di Wimbledon. Al ritorno ne era rimasto entusiasta e l'anno successivo mise in piedi la stessa manifestazione anche per l'Italia. Dal 1935 al 1946 fu presidente dell'Automobile Club d'Italia.
Fu commissario del CONI dal 28 luglio al 28 settembre del 1943, nonché dal 12 al 21 agosto 1943 di tutte le federazioni a esso affiliate, e membro del CIO dal 1925 al 1953, anno della sua morte. Nonostante il sospetto nutrito dai partiti del Comitato di liberazione nazionale (CLN) nei confronti dei dirigenti che avevano direttamente lavorato alle dipendenze di Mussolini e del Partito Nazionale Fascista e l'iniziale intento di definitiva liquidazione dell'intero paradigma organizzativo ereditato dal periodo fascista, fu infatti ritenuto fondamentale l’apporto di alcuni dirigenti, come Ottorino Barassi, Bruno Zauli e lo stesso Bonacossa, cresciuti ed affermatisi professionalmente nel ventennio ed indispensabile, al contempo, per le sorti dello sport italiano la sopravvivenza del CONI medesimo.
Fu editore, avendolo acquisito dalla Federazione bolognese del PNF, del quotidiano sportivo Il Littoriale (in seguito ridenominato Corriere dello Sport), dal 1932 fino al 1939, e anche della Gazzetta dello Sport, dal 1929 fino alla morte, con l'eccezione del periodo settembre 1943 - aprile 1945, durante il quale la Repubblica Sociale espropria la testata a favore del "Gruppo editoriale Repubblica fascista".
Bonacossa fu anche filatelista concentratosi in particolar modo sulla filatelia sportiva.
Suo figlio Cesare Bonacossa scrisse una biografia del padre: Vita al Sole di Alberto Bonacossa.